# Хиллиард, Николас
Ни́колас Хи́ллиард, Хи́лльярд (англ. Nicholas Hilliard; ок. 1547, Эксетер — 7 января 1619, Лондон) — английский художник-миниатюрист, ювелир и иллюстратор манускриптов эпохи Тюдор-Ренессанса, прославившийся портретными миниатюрами придворных королевы Елизаветы Тюдор и короля Якова I Стюарта.

## Биография
Художник был сыном Ричарда Хиллиарда (1519—1594) из Эксетера, графство Девон, ювелира и глубоко верующего протестанта, который был шерифом города и графства в 1560 году, и Лоуренс, дочери Джона Уолла, лондонского ювелира. Вероятней всего, в юном возрасте Хиллиард был взят в дом видного протестанта Джона Бодли (отца Томаса Бодли, основателя Бодлианской библиотеки в Оксфорде). С восшествием на престол Марии Тюдор Джон Бодли отправился в изгнание, и 8 мая 1557 года 10-летний Хиллиард отмечен в числе сопровождавших его в Женеве домочадцев. Именно в Женеве Хиллиард выучил немецкий язык. Томас Бодли, который был старше его на два года, продолжил в столице Швейцарии своё классическое образование у ведущих учёных. Но не ясно, учился ли Хиллиард вместе с ним.
С 1562 года Хиллиард обучался ювелирному делу у королевского ювелира и казначея Роберта Брэндона; В 1569 году он был назначен магистром. Хиллиард считается первым английским художником, чья жизнь и творчество подробно задокументированы. В тринадцать лет Хиллиард написал автопортрет, и как утверждают, в восемнадцать ему уже позировала Мария Стюарт.
Предполагают также, что Хиллиард мог учиться искусству живописи у Левины Теерлинк, дочери Симона Бенинга, последнего выдающегося мастера фламандской традиции иллюминирования манускриптов, служившего придворным художником короля Генриха VIII после смерти Ганса Гольбейна Младшего в 1543 году. После семилетнего ученичества Хиллиард в 1569 году стал «свободным мастером Почтенной компании ювелиров» (freeman of the Worshipful Company of Goldsmiths). Он был назначен «лимнером» (limner), художником-миниатюристом и ювелиром королевы Елизаветы I; его первая известная портретная миниатюра королевы датирована 1572 годом. Королева предоставила ему почётное право отмены налогов за его «добрую, истинную и верную службу» (good, true and loyal service).
Вместе с младшим братом Джоном он организовал мастерскую; другой брат также был ювелиром, а младший — священнослужителем. В 1576 году Николас женился на дочери Брэндона Алисе (1556—1611), и у них было семеро детей.
Несмотря на покровительство королевы, в 1576 году недавно женившийся Хиллиард уехал во Францию «не имея иного намерения, кроме как пополнить свои знания этим путешествием и в надежде получить часть денег от здешних лордов и дам для лучшего содержания в Англии при его жизни». При английском посольстве в Париже состоял Фрэнсис Бэкон и Хиллиард сделал его портретную миниатюру. После своего возвращения из Франции в 1579 году он вложил свои средства в аферу по добыче золота в Шотландии, о которой горько вспоминал двадцать пять лет спустя.
Художник продолжал работать ювелиром, изготавливал эффектные «картинные шкатулки» или украшенные драгоценными камнями медальоны для миниатюр, которые носили на шее. В 1584 году выполнил «вторую большую государственную печать королевы Елизаветы», а в 1617 году король Яков пожаловал художнику патент на работу для королевского двора на двенадцать лет.
Об уважении современников к Хиллиарду свидетельствовал поэт Джон Донн, который в стихотворении «Буря» (1597) восхвалял работы художника. Николас Хиллиард умер 7 января 1619 года и был похоронен в церкви Сент-Мартин-ин-зе-Филдс в Вестминстере, оставив в своем завещании двадцать шиллингов беднякам прихода, тридцать поделил между двумя своими сёстрами, некоторое имущество оставил своей служанке и всё остальное — сыну, Лоуренсу Хиллиарду.
Самое большое собрание произведений Хиллиарда находится в Музее Виктории и Альберта в Лондоне. Несколько портретов его работы хранится в Национальной портретной галерее и Британском музее.
Наиболее крупным художником среди учеников мастерской Николаса Хиллиарда стал Исаак Оливер.

## Художественное творчество
Хиллиард писал большей части маленькие миниатюры круглого или овального формата, но среди его работ встречаются и несколько крупных (около 15 см), и по крайней мере два полноформатных поясных портрета королевы Елизаветы маслом на дереве. В стилевом отношении его работы обнаруживают близость к творчеству Ганса Гольбейна Младшего, которого он называет вместе с Альбрехтом Дюрером в своем трактате «Искусство Лимнинга» большим мастером. По европейским меркам техника письма Хиллиарда консервативна, но его миниатюры великолепно выполнены, они обладают свежестью, яркостью красок и очарованием, которые обеспечили ему, по определению историка Эллиса Уотерхауса, неизменную репутацию «центральной художественной фигуры елизаветинской эпохи, единственного английского художника, чьё творчество отражает в своём тонком микрокосме, мир ранних пьес Шекспира».

## Теория искусства
Николас Хиллиард является автором важного трактата о миниатюрной живописи, который принято именовать: «Искусство живописной миниатюры», или «Искусство лимнинга» (The Art of Limning). Долгое время авторство Хиллиарда оспаривалось, но со временем стало доказанным. Рукопись, которую ранее приписывали Джону де Крицу (придворному живописцу короля Якова) или Исааку Оливеру, хранится в библиотеке Эдинбургского университета и датируется 1624 годом.
Художников, упомянутых в трактате, — Ганса Гольбейна Младшего и Альбрехта Дюрера, которого Хиллиард знал только по гравюрам, — к моменту рождения Хиллиарда уже не было в живых, но он обращался к ним как общепризнанным авторитетам, а также к итальянскому художнику и теоретику Джан Паоло Ломаццо. В «Искусстве Лимнинга» Хиллиард предостерегал художников от многих ошибок, кроме необходимого использования светотеневой лепки формы «по-итальянски», которую мы видим в его работах, что, по утверждению автора, отражает «рассуждения её величества Елизаветы» в следующем отрывке трактата:

 Когда я впервые явился перед нею, чтобы рисовать; сообщив мне, что она заметила большую разницу в тенях в произведениях различных художников разных народов и что итальянцы, которые прославились как самые искусные и лучшие живописцы, не накладывают теней, она спросила у меня причину этого, так как для того, чтобы наилучшим образом показать себя, нужна не тень, падающая в помещение, но скорее свет вне помещения; на что я ответил и утверждал, что действительно тени в картинах зависят как от силы света в помещении, так и от того, каким образом в него проникает свет; иногда для него существует только один путь — через какое-нибудь маленькое или расположенное высоко окно, к чему стремятся многие работающие, чтобы не утомлять зрения; в таком помещении они дают более жирную линию и более заметную и делают произведение очень рельефным, что издали выглядит прекрасно, но что ненужно для миниатюры, потому что её мы вынуждены рассматривать держа в руке и приблизив к глазам. Её величество согласилась с моим рассуждением и потому избрала местом позирования для портрета открытую аллею красивого сада, где поблизости не было деревьев и никакой тени вообще
Хиллиард подчёркивал в трактате необходимость уловить «благодать на лице, в которой проявляются чувства, которые нельзя ни использовать, ни оценивать, кроме как более мудрыми». Таким образом, «мудрый рисовальщик» должен «наблюдать» и «ловить эти милые грации, остроумные улыбки и эти украденные взгляды, которые внезапно, как молния, проходят и занимают место другого лица».
Хиллиард писал быстро, чтобы уловить такие настроения в присутствии модели, вероятно, за один-два сеанса. Он держал наготове несколько заготовок телесного цвета разных оттенков, чтобы сэкономить время на «прокладке» основного тона. Затем он рисовал очертания лица «карандашом», на самом деле очень тонкой кистью из беличьего волоса, прежде чем заполнить их слабыми штрихами. Он добавлял мелкие штрихи и точки, особенно для изображения деталей одежды и драгоценностей, часто используя крошечные тени, чтобы придать трёхмерность жемчугу и кружеву. Несколько незавершенных миниатюр дают хорошее представление о технике его работы.

## Галерея
- Портрет королевы Елизаветы. 1573—1575. Дерево, масло. Галерея искусств Уокера, Ливерпуль
- Портрет Элис Хиллиард, жены художника. Миниатюра (высота: 5,1 см). 1578. Пергамент на картоне, акварель. Музей Виктории и Альберта, Лондон
- Молодой человек среди роз (возможно, портрет графа Эссекса). Ок. 1593. Пергамент на картоне, акварель. Музей Виктории и Альберта, Лондон
- Портрет герцога Алансонского. Ок. 1577. Пергамент на картоне, акварель. Музей Виктории и Альберта, Лондон
- Портрет Джорджа Клиффорда, 3-го графа Камберленда. Ок. 1590. Пергамент на дереве, акварель, гуашь. Национальный морской музей, Гринвич
- Портрет Леди Рич. Ок. 1589. Пергамент на картоне, акварель. Королевская коллекция